# Bed of Roses
«Bed of Roses» — песня американской рок-группы Bon Jovi, выпущенная в виде сингла в конце января 1993 года с альбома Keep the Faith. Джон Бон Джови написал эту песню в гостиничном номере, страдая от похмелья, и текст отображает его чувства на тот момент. Песня содержит длинные гитарные риффы и мягкую игру фортепиано, наряду с эмоциональным и мощным вокалом Джона Бон Джови.
Данная рок-баллада стала хитом во всём мире и продемонстрировала более зрелое звучание группы, после их успеха в качестве глэм-метал-группы 1980-х годов. Сингл вышел в 1993 году и достиг 10 места на Billboard Hot 100, 5 место в the top 40 mainstream, 13 место в UK Top 40 и 10 в German Top 100.
Также была записана испаноязычная версия песни, Cama de Rosas.

## Музыкальное видео
Музыкальное видео начинается с кадров, на которых Ричи Самбора играет на гитаре высоко на горных вершинах, а затем часть клипа показывает Джона Бон Джови в гостиничном номере, всю группу во время записи сессий, и, наконец, во время гастрольного турне. Изначально режиссёры видео хотели, чтобы на вершине горы был сам Джон Бон Джови, но Джон сказал: «Я и так на вершине горы, в 'Blaze of Glory'» (В итоге на вершине горы снялись Ричи Самбора и Дэвид Брайан, который там играл на рояле).
Концертные моменты клипа были сняты в Stabler Arena, в Бетлехеме, в штате Пенсильвания 31 декабря 1992 года в рамках специального концерта в канун нового года. Для того, чтобы в видео было показано много зрителей, группа договорилась, чтобы на площадке не было сидений до пола и была одна цена на общие входные билеты.

## Влияние
«Bed of Roses» стала одной из частоисполняемых песен на концертах Bon Jovi и была включена в сборники Cross Road и This Left Feels Right. Концертное исполнение этой песни можно услышать на DVD-издании Crush Tour. Также была написана и испаноязычная версия песни «Cama De Rosas».
Также песня была перепета хард-рок-группой Hinder и была включена в качестве бонус-трека на переиздании дебютного альбома Extreme Behavior. Тоше Проески тоже сделал кавер-версию на эту песни и исполнял её во время своих концертов. Также данная перепевка была издана на его посмертном альбоме  S ljubavlju ода Toseta. Американская певица Кэссиди Поуп перепела эту песню во время своего концертного тура 2014 года.

## Список композиций

### Международный релиз
1. «Bed of Roses»
2. «Lay Your Hands on Me» (Live)
3. «Tokyo Road» (Live)
4. «I’ll Be There for You» (Live)

## Чарты
| Чарт (1993–94)                     | Лучшая позиция |
| ---------------------------------- | -------------- |
| Австралия (ARIA)                   | 10             |
| Бельгия/Фландрия (Ultratop 50)     | 23             |
| Канада (RPM Top Singles)           | 2              |
| Франция (SNEP)                     | 49             |
| Германия (GfK)                     | 10             |
| Ирландия (IRMA)                    | 15             |
| Нидерланды (Single Top 100)        | 9              |
| Новая Зеландия (Recorded Music NZ) | 13             |
| Spain (Los 40 Principales)         | 1              |
| Швеция (Sverigetopplistan)         | 27             |
| Швейцария (Schweizer Hitparade)    | 9              |
| Великобритания (OCC UK Singles)    | 13             |
| США (Billboard Hot 100)            | 10             |
| США (Billboard Pop Airplay)        | 5              |

| Чарт (1993)              | Позиция |
| ------------------------ | ------- |
| Canada Top Singles (RPM) | 18      |
| US Billboard Hot 100     | 57      |